# السلماني الشرقي
السلماني الشرقي هو أحد أحياء مدينة بنغازي في ليبيا.